# Josef Hader

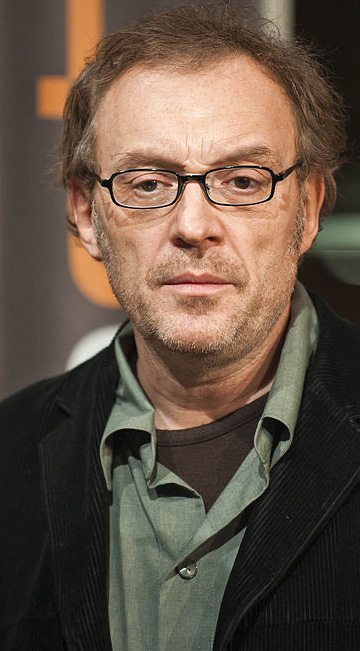
Josef Hader 2009.

Josef Hader (14 de febrero de 1962 en Waldhausen im Strudengau, Alta Austria, Austria) es un comediante, actor y guionista austriaco. Desde la década de 1980 es uno de los actores de cabaré más famosos de Austria. También ha sido actor y guionista de exitosas películas austríacas como Indien, Komm, süsser Tod, Silentium o Der Knochenmann.

## Filmografía
- 1992: Cappuccino Melange
- 1993: Indien
- 2000: Geboren in Absurdistan
- 2000: Der Überfall
- 2000: Komm, süßer Tod
- 2000: Gelbe Kirschen
- 2002: Blue Moon
- 2002: Weihnachten
- 2004: Silentium
- 2004: C(r)ook
- 2006: Heaven
- 2007: Jagdhunde
- 2008: Randgestalten
- 2008: Ein halbes Leben
- 2008: Der Knochenmann
- 2009: Die Perlmutterfarbe
- 2010: Aufschneider
- 2010: Die verrückte Welt der Ute Bock
- 2011: Wie man leben soll
- 2015: Das ewige Leben